# 延药睡莲
延药睡莲（学名：Nymphaea nouchali）又名蓝睡莲，为睡莲科睡莲属下的一个种。

## 变种
埃及蓝睡莲（学名：Nymphaea nouchali var. caerulea），为睡莲属延药睡莲的一个变种。